# Ernst W. Kalinke
Ernst W. Kalinke (né le 23 septembre 1918 à Berlin, mort le 14 janvier 1992 à Munich) est un directeur de la photographie allemande.

## Biographie
Ernst W. Kalinke est d'abord formé à la copie de film puis assistant à la photographie en 1934. Il devient directeur après la Seconde Guerre mondiale. Dans les années 1950, il tourne principalement dans des Heimatfilms et des comédies.
Dans les années 1960, Kalinke est d'abord choisi pour les adaptations de Karl May et d'Edgar Wallace. Il tourne le premier film selon Wallace, La Grenouille attaque Scotland Yard, et se fait remarquer ensuite pour Der unheimliche Mönch et La Main de l'épouvante.
Par la suite, il participe à des projets très différents, comme les adaptations de Ludwig Ganghofer ou des films ambitieux, Anita Drögemöller und die Ruhe an der Ruhr (de) et Der Bockerer. Il signe aussi des Lederhosenfilms, comme Die liebestollen Lederhosen (de), qu'il réalise et scénarise sous un pseudonyme. Dans les dernières années de sa vie, il consulte ponctuellement, notamment sur Schtonk !.

## Filmographie
- 1948 : Vor uns liegt das Leben
- 1949 : Begegnung mit Werther
- 1950 : Czardas der Herzen
- 1951 : Die Dame in Schwarz
- 1951 : Der letzte Schuß
- 1953 : Das Dorf unterm Himmel (de)
- 1953 : Tante Jutta aus Kalkutta
- 1953 : Das unsterbliche Herz
- 1954 : Victoria et son hussard
- 1954 : Gestatten, mein Name ist Cox (de)
- 1954 : Die Sonne von St. Moritz
- 1955 : Wunschkonzert
- 1955 : Die Herrin vom Sölderhof
- 1955 : Tant qu'il y aura des jolies filles
- 1956 : IA in Oberbayern (de)
- 1956 : Von der Liebe besiegt (de)
- 1956 : La Fée du Bodensee
- 1956 : II-A in Berlin
- 1956 : L'Étudiant pauvre (de)
- 1957 : Tante Wanda aus Uganda
- 1957 : Die Prinzessin von St. Wolfgang (de)
- 1957 : Mit Rosen fängt die Liebe an (de)
- 1957 : Der Kaiser und das Wäschermädel (de)
- 1958 : Les Diables verts de Monte Cassino
- 1958 : U 47 – Kapitänleutnant Prien
- 1958 : Ein Lied geht um die Welt
- 1958 : Der schwarze Blitz (de)
- 1959 : La Grenouille attaque Scotland Yard
- 1959 : Laß mich am Sonntag nicht allein (de)
- 1960 : Une nuit à Monte Carlo
- 1960 : Den sidste vinter
- 1960 : Im Namen einer Mutter
- 1960 : Adieu, Lebewohl, Goodbye
- 1960 : Wir wollen niemals auseinandergehen
- 1961 : Toller Hecht auf krummer Tour (de)
- 1962 : L'Invisible docteur Mabuse
- 1962 : Le Trésor du lac d'argent
- 1963 : Der Würger von Schloss Blackmoor (de)
- 1963 : La Révolte des Indiens Apaches
- 1964 : L'Attaque du fourgon postal
- 1964 : Le Trésor des montagnes bleues
- 1965 : Der unheimliche Mönch
- 1965 : Le Dernier des Mohicans
- 1965 : Winnetou 3. Teil
- 1967 : La Vengeance de Siegfried
- 1967 : La Main de l'épouvante
- 1967 : Le Vampire et le Sang des vierges
- 1968 : Le Trésor de la vallée de la mort
- 1969 : Sieben Tage Frist (de)
- 1969 : Herzblatt oder Wie sag ich’s meiner Tochter?
- 1970 : La Marque du diable
- 1970 : Das gelbe Haus am Pinnasberg
- 1970 : Perrak (de)
- 1970 : Hôtel de la bricole (en)
- 1971 : Verliebte Ferien in Tirol
- 1972 : Les 69 Dalmatiennes (de)
- 1973 : La Torture
- 1973 : Laissez les fesses faire
- 1973 : Der Ostfriesen-Report
- 1973 : Schlüsselloch-Report
- 1973 : ...aber Jonny!
- 1973 : Les Voluptueuses
- 1973 : Château de Saint-Hubert
- 1974 : Magdalena la Sexorcisée (de)
- 1974 : Sabine
- 1974 : Der Jäger von Fall (de)
- 1974 : Zwei himmlische Dickschädel
- 1975 : Le Roi de l'edelweiss
- 1975 : Lady Dracula
- 1976 : Anita Drögemöller und die Ruhe an der Ruhr (de)
- 1976 : Das Schweigen im Walde (de)
- 1977 : Waldrausch (de)
- 1978 : Götz von Berlichingen mit der eisernen Hand (de)
- 1979 : Zum Gasthof der spritzigen Mädchen
- 1979 : Kesse Teens und irre Typen
- 1980 : Der Kurpfuscher und seine fixen Töchter
- 1980 : Trois Tyroliens à Saint-Tropez
- 1980 : Der Bockerer
- 1981 : Laß laufen, Kumpel!
- 1981 : Die liebestollen Lederhosen (de) (Réalisation et coscénario)
- 1981 : Frankfurt Kaiserstraße
- 1982 : La Cage aux filles
- 1982 : Die unglaublichen Abenteuer des Guru Jakob
- 1983 : Laß das – ich haß das